# Distrito de Jalor
Jalor (en hindi: जालोर ज़िला) es un distrito de la India en el estado de Rajastán. Código ISO: IN.RJ.JL.
Comprende una superficie de 10640 km².
El centro administrativo es la ciudad de Jalor.

## Demografía
Según censo 2011 contaba con una población total de 1830151 habitantes, de los cuales 892 233 eran mujeres y 937 918 varones.